# Grote Prijs Raf Jonckheere 1968
De 18e editie van de Belgische wielerwedstrijd Grote Prijs Raf Jonckheere werd verreden op 29 juli 1968. De start en finish vonden plaats in Westrozebeke. De winnaar was Emiel Lambrecht, gevolgd door Lionel Vandamme en Willy Hoogewijs.

## Uitslag
| Grote Prijs Raf Jonckheere 1968 |                    |                            |        |
| Plaats                          | Naam               | Ploeg                      | Tijd   |
| Winnaar                         | Emiel Lambrecht    | Etalo-Siriki-Ventura       | 3u 39' |
| 2                               | Lionel Van Damme   | Pull Over Centrale-Novy    | z.t.   |
| 3                               | Willy Hoogewijs    | Etalo-Siriki-Ventura       | z.t.   |
| 4                               | Michel Broothaerts | Mann-Grundig               | 11"    |
| 5                               | José Catieau       | Pelforth-Sauvage-Lejeune   | 30"    |
| 6                               | José Sersté        | Okay Whisky-Diamant-Simons | z.t.   |
| 7                               | Marc De Block      | Flandria-De Clerck         | z.t.   |
| 8                               | Georges Smissaert  | Flandria-De Clerck         | z.t.   |
| 9                               | Marian Polansky    | Smith's                    | 40"    |
| 10                              | André Chainniaux   | Okay Whisky-Diamant-Simons | 50"    |

1951 · 1952 · 1953 · 1954 · 1955 · 1956 · 1957 · 1958 · 1959 · 1960 · 1961 · 1962 · 1963 · 1964 · 1965 · 1966 · 1967 · 1968 · 1969 · 1970 · 1971 · 1972 · 1973 · 1974 · 1975 · 1976 · 1977 · 1978 · 1979 · 1980 · 1981 · 1982 · 1983 · 1984 · 1985 · 1986 · 1987 · 1988 · 1989 · 1990 · 1991 · 1992 · 1993 · 1994 · 1995 · 1996 · 1997 · 1998 · 1999 · 2000 · 2001 · 2002 · 2003 · 2004 · 2005 · 2006 · 2007 · 2008 · 2009 · 2010 · 2011 · 2012 · 2013 · 2014 · 2015 · 2016 · 2017 · 2018 · 2019 · 2020 · 2021 · 2022